# Rijnlands carnaval

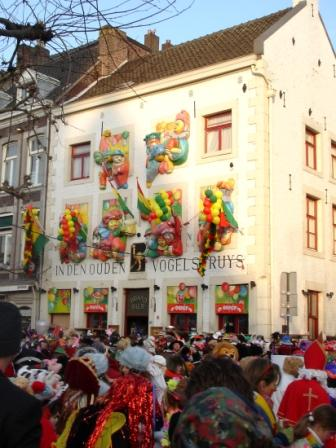
Straatcarnaval in Maastricht

De Rijnlandse variant van carnaval die in de hele provincie Limburg, zuidoostelijke delen van Gelderland en het oosten van Noord-Brabant gevierd wordt, is gebaseerd op de carnavalsviering in steden in het westen van de Duitse deelstaat Noordrijn-Westfalen. Vooral Keulen, dat zich op zijn beurt weer veel op het carnaval van Venetië baseerde, heeft een grote invloed op de aard van dit carnaval gehad. Tegen het eind van de 19e eeuw werd het carnavalsfeest in het Rijnland gebruikt als een ludiek protest tegen de imperialistische (en protestantse) Pruisen die het gebied annexeerden. Veel van de huidige tradities kunnen hiernaar herleid worden.

## Oude Wijven
In de week vóór carnaval worden zogenaamde Oude Wijvenavonden gehouden. Tijdens 'Oude Wijven' zijn de kroegen en de straten bevolkt door verklede vrouwen. Mannen die zich op straat en in de cafés naar binnen wagen lopen gevaar vernederd en weggejaagd te worden. Tot de ingeburgerde traditie op deze dag behoort het afknippen van de stropdassen (soms ook de schoenveters) die de mannen dragen. Deze traditie is vooral in Zuid-Limburg wijdverbreid. In Venlo heeft deze traditie een geheel eigen naam, namelijk Truujendaag. Deze naam is vermoedelijk afgeleid van de eigengereide Venlose stadsfiguur Gertruid Bolwater, die bij een belegering van de stad enkele vijandige soldaten versloeg en een andere soldaat het vaandel uit de handen rukte.

## Carnavalsverenigingen
Rijnlandse carnavalsfeesten worden gedomineerd door carnavalsverenigingen. Deze verenigingen, waarvan er soms meerdere per stad of dorp zijn met ieder een eigen prins en raad van elf, organiseren tijdens het carnaval hun eigen feesten voor zowel leden als niet-leden van de vereniging.

## Kleding
Traditionele kleding bestaat uit uitgebreide kostuums. Sommigen kopen een compleet thematisch kostuum in een feestwinkel, weer anderen maken hun kostuums zelf. Omdat het Rijnlands carnaval ook grotendeels buiten plaatsvindt, zijn de kostuums ook warmer. De kostuums zijn uitgebreider en meestal uit meerdere lagen opgebouwd. Gewone jassen om het niet koud te krijgen worden nooit over de carnavalskleding gedragen. Hooguit eronder.

## Kleuren
Het Rijnlands carnaval heeft drie officiële kleuren die overal terugkomen. Dit zijn rood, geel en groen.